# تقویت‌کننده عملیاتی

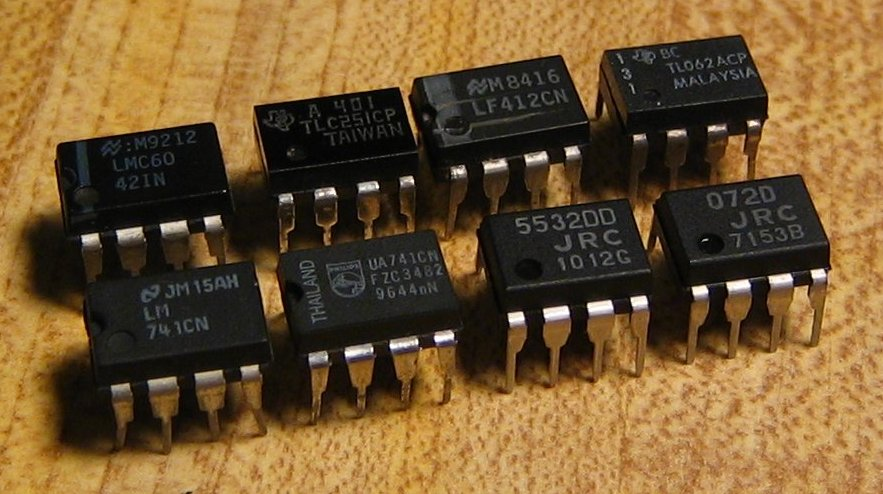
چند آی‌سی تقویت‌کننده عملیاتی از تولیدکننده‌های مختلف

تقویت‌کننده عملیاتی یا آپ‌اَمپ (به انگلیسی: op-amp یا Operational amplifier)، یک تقویت‌کنندهٔ ولتاژ با بهره بسیار زیاد، و معمولاً دارای دو ورودی و یک خروجی است. ورودی‌ها تفاضلی عمل می‌کنند، یعنی این تقویت‌کننده، تنها اختلاف ولتاژ ورودی‌ها را تقویت می‌کند.
یکی از دو ورودی، ورودی منفی (-) یا وارون‌گر نام دارد، زیرا بهرهٔ تقویت‌کننده برای سیگنال واردشده به این ورودی، منفی است. ورودی دیگر، ورودی مثبت (+) یا ناوارون‌گر است که سیگنال واردشده به آن، در خروجی با بهرهٔ مثبت ظاهر می‌شود.
این تقویت‌کننده، مقاومت خروجی بسیار کم (حدود چند اهم)، و مقاومت ورودی بسیار زیاد (بیش از چند صد کیلو اهم) دارد. چون تقویت‌کننده عملیاتی، یک افزارهٔ فعال (به انگلیسی: active element) است، برای تأمین انرژی مصرفی و بایاس ترانزیستورهای خود به تغذیهٔ مستقیم نیاز دارد.
ایدهٔ تقویت‌کننده عملیاتی نخستین‌بار در دههٔ ۱۹۴۰ و در رایانه‌های آنالوگ مطرح شد؛ با قرار دادن عناصر مداری (مقاومت، خازن، دیود، ...) میان ورودی‌ها و خروجی تقویت‌کننده عملیاتی، مدارهایی با کاربردهای گوناگون به دست می‌آمد که با آن‌ها، عملیات ریاضی جمع، تفریق، ضرب، تقسیم، مشتق، و انتگرال پیاده می‌شد.
بدین ترتیب، پیاده‌سازی رایانه‌های آنالوگ برای حل معادلات دیفرانسیل فراهم می‌شد. با گسترش کاربردهای الکترونیک، استفاده از تقویت‌کننده عملیاتی نیز بسیار گسترده‌شد. ۱۹۶۰، نخستین بار تقویت‌کننده عملیاتی به صورت مدار مجتمع طراحی و ساخته شد، و با اندازه و وزن کم، و ارزان‌، وارد بازار شد.
پیشرفت فناوری و نیازهای گوناگون و تخصصی، زمینه را برای عرضهٔ تقویت‌کننده‌های عملیاتی خاص فراهم کرد.

نماد مداری تقویت‌کننده عملیاتی

## پایه‌هایآی‌سیرایج آپ‌امپ μA741

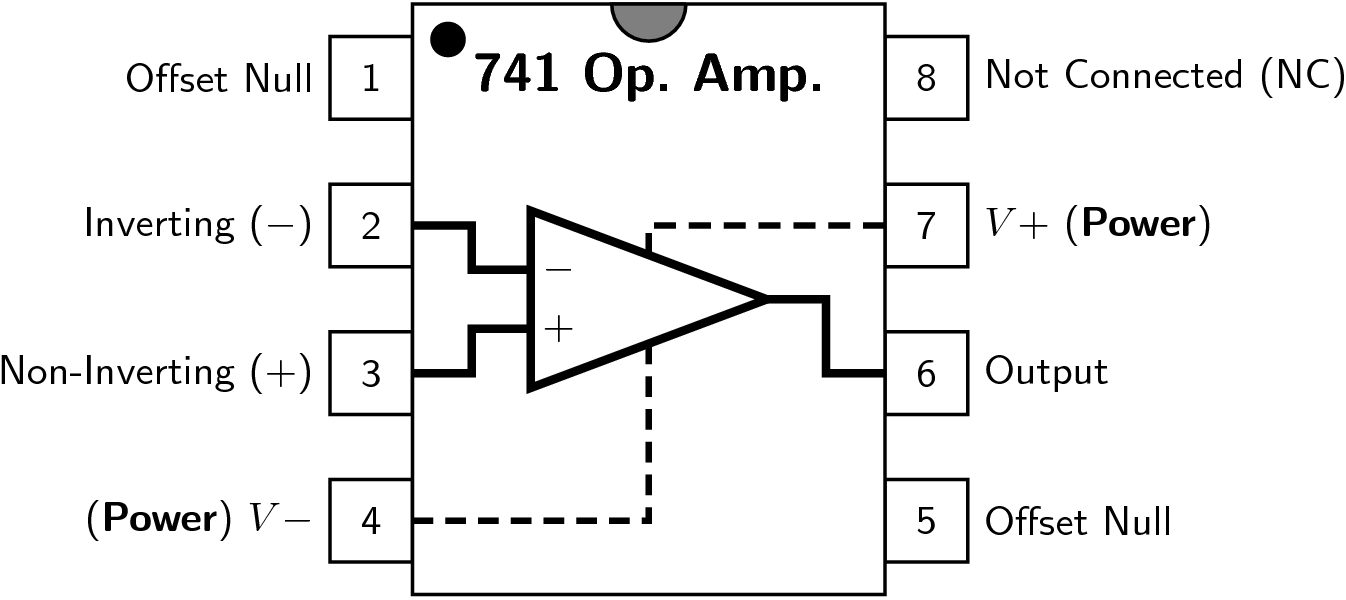
پایه‌های آی‌سی آپ‌امپ μA741

- ۴ و ۷، پایه‌های تغذیهٔ منفی و مثبت هستند.
- ۲ و ۳، پایه‌های ورودی وارون‌گر و ناوارون‌گر هستند.
- ۶، پایهٔ خروجی است.
- ۱ و ۵، برای از بین بردن (صفر کردن) اختلاف ولتاژ پایه‌های ورودی هستند (هنگامی که ورودی، هنوز اِعمال نشده‌است). برای این کار، هر یک از این پایه‌ها را به سر وسط  یک پتانسیومتر وصل کرده، با تغییر دادن پتانسیومترها، اختلاف ولتاژ دو ورودی به صفر رسانده می‌شود.
- ۸، لازم نیست به جایی وصل شود.

## تقویت‌کنندهٔ عملیاتی ایده‌آل
- بهرهٔ ولتاژ بی‌نهایت دارد.
- مقاومت خروجی صفر دارد.
- مقاومت ورودی بی‌نهایت دارد.
- پهنای باند بی‌نهایت دارد.
- آفست ورودی آن صفر است (دو ورودی، اختلاف ولتاژ ندارند).

هیچ‌یک از این فرض‌ها با ویژگی‌های تقویت‌کننده عملیاتی واقعی مطابقت کامل ندارد، اما در فرکانس‌های کم، مدل ایده‌آل به مدل واقعی، نزدیک است.

## تقویت‌کنندهٔ عملیاتی واقعی
تقویت‌کنندهٔ عملیاتی، در عمل نمی‌تواند دارای همهٔ خصوصیت‌های مدل ایده‌آل باشد. چرا که تقویت‌کنندهٔ عملیاتی، خود از به‌هم پیوستن چند طبق تقویت‌کنندهٔ ترانزیستوری ساخته می‌شود و ناگزیر محدودیت‌هایی در بهرهٔ ولتاژ، مقاومت ورودی و جریان خروجی و … دارد. گرچه این محدودیت‌ها، اساس طراحی‌ها بر مبنای مدل ایده‌آل را برهم نمی‌زنند و تنها نتیجه‌ها را تقریبی می‌کنند، تقویت‌کننده‌های عملیاتی با کارایی بالا نیز یافت می‌شوند که در برخی خصوصیت‌ها، به مدل ایده‌آل بسیار نزدیک بوده و می‌توانند در طرح‌های ویژه به‌کار گرفته شوند. مثلاً تقویت‌کنندهٔ عملیاتی‌ای ساخته می‌شوند که دارای سرعت زیاد، جریان خروجی زیاد و مقاومت ورودی زیاد هستند.
شناخت محدودیت‌های تقویت‌کنندهٔ عملیاتی واقعی، نه تنها به درک عمیق‌تر عملکرد مدارهای طراحی شده با آن کمک می‌کند، بلکه برای گزینش تقویت‌کنندهٔ عملیاتی مناسب نیز ضروری است.

## بخش‌های تقویت‌کننده عملیاتی
- منبع‌های جریان
- تقویت‌کننده تفاضلی ورودی
- تقویت‌کننده میانی
- مدارهای تغییردهندهٔ سطح DC (تصحیح‌کننده آفست ورودی)
- طبقهٔ خروجی (تقویت‌کننده توان که معمولاً یک تقویت‌کنندهٔ کلاس AB است)

## مدار داخلی
تقویت‌کننده عملیاتی، بنا به کاربردشان، مدارهای متفاوتی دارند.
آی‌سی ۷۴۱، از ساده‌ترین آپ‌اَمپ‌هاست. مدار داخلی آن شامل:

مدار داخلی ۷۴۱

- آبی‌: تقویت‌کننده تفاضلی است. ترانزیستورهای Q1 تا Q4 زوج تفاضلی ورودی را شکل می‌دهد. Q5 و Q6 و Q7 در کنار سه مقاومت، تشکیل بار فعال می‌دهند.
- قرمز: منبع‌های جریان را شکل می‌دهند تا تقویت‌کننده‌های ترانزیستوری را بایاس کنند. هر سه منبع جریان، آینه‌ای هستند.
- صورتی‌: تقویت‌کننده میانی است. Q۱۵ بافر است و Q۱۹ با مقاومت ۵۰ اهم در امیتر  یک زوج دارلینگتون را شکل می‌دهد.
- آبی آسمانی: خروجی تقویت‌کننده یا همان تقویت‌کننده توان کلاس AB (Push-Pull) است.  این طبقه، جریان بار در خروجی را تأمین می‌کند
- سبز: چندبرابرساز ولتاژ بیس-امیتر، و برای جلوگیری از اِعوِجاج گذر (به انگلیسی: crossover distortion) است. این طبقه، ترانزیستورهای تقویت توان را در آستانهٔ روشن‌شدن، نگه می‌دارد. برای پایداری حرارتی، می‌توان از یک NTC به جای مقاومت ۴٫۵k  استفاده کرد.
- مقاومت‌های ۲۵ و ۵۰ اهم در خروجی تقویت‌کننده، برای جلوگیری از رانش حرارتی ترانزیستورهای Q۱۴ و Q۲۰ به‌کار رفته‌اند.
- خازن ۳۰Pf، جبران‌ساز میلر است و در مدار، قطب (به انگلیسی: pole) پدید می‌آورد تا از ناپایداری و نوسان تقویت‌کننده در بسامدهای زیاد جلوگیری کند. (در مدار مجتمع، خازن چند برابر ترانزیستور جا می‌گیرد. در طراحی مدار مجتمع، باید از کمترین تعداد خازن و مقاومت استفاده کرد).

## نرخ چرخش خروجی

### تعریف
نرخ چرخش (به انگلیسی: Slew Rate) خروجی تقویت‌کننده عملیاتی محدود است. به‌عبارت دیگر، اگر به ورودی یک تقویت‌کننده عملیاتی شکل‌موج پله‌ای داده شود، خروجی، شکل‌موج پله‌ای نخواهد بود، بلکه افزایش خروجی با شیب معینی صورت می‌گیرد. نرخ چرخش را حداکثر جریان شارژکنندهٔ خازن جبران‌ساز آپ‌امپ تعیین می‌کند. زیرا افزایش خروجی، مستلزم افزایش خروجی طبقهٔ تقویت‌کننده میانی است که با شارژ خازن انجام می‌گیرد. حداکثر شیب تغییر خروجی را با SR بیان می‌کنند.

قرمز: شکل‌موج ورودی سبز: شکل‌موج خروجی

{\displaystyle \mathrm {SR} =\max \left(\left|{\frac {dv_{\mathrm {out} }(t)}{dt}}\right|\right)}

### اندازه‌گیری نرخ چرخش
برای اندازه‌گیری نرخ چرخش، می‌شود از فانکشن ژنراتور که موج مربعی می‌سازد و نوسان‌نما استفاده کرد . نرخ چرخش، با بازخورد و بدون آن یکسان است. این پارامتر برای تقویت‌کننده‌های عملیاتی معمولی حدود چند ولت بر میکروثانیه بوده و برای تقویت‌کننده‌های عملیاتی با کارایی زیاد، می‌تواند از ۱۰۰ ولت بر میکروثانیه نیز بیشتر باشد.

## پهنای‌باندبهره واحد
در یک تقویت‌کننده عملیاتی واقعی، نه تنها بهرهٔ ولتاژ حلقه-باز محدود است بلکه تنها از ۱۰ Hz تا 1KHz ثابت است و پس از آن کاهش می‌یابد. با افزایش فرکانس، این کاهش به اندازهٔ 20 dB/dec ادامه می‌یابد.
پهنای باند بهرهٔ واحد در تقویت‌کننده‌های عملیاتی معمولی حدود ۱ MHz است. در تقویت‌کننده‌های عملیاتی سریع، ممکن است به بیش از چند ده مگاهرتز نیز برسد.

## مقاومت‌های ورودی و خروجی

مقاومت‌های داخلی تقویت‌کننده عملیاتی

برخلاف تقویت‌کننده عملیاتی ایده‌آل که مقاومت خروجی ندارد، تقویت‌کننده عملیاتی واقعی معمولی، مقاومت خروجی در حدود ۱۰۰ اهم دارد. البته با استفاده از تقویت‌کننده عملیاتی و مقاومت‌های، مقاومت خروجی مدار کمتر خواهد بود. در این حالت، مقاومت خروجی تقویت‌کننده عملیاتی در مدار نقش چندانی ندارد و می‌شود از آن صرف نظر کرد.
اثر قابل توجه این مقاومت در امپدانس خروجی مدار وقتی ظاهر می‌شود که محدودیت عرض باند هم در نظر گرفته‌شود.

## تقویت‌کننده عملیاتی به عنوان مقایسه‌گر (آپ‌امپ بدون بازخورد)

اگر ولتاژ پایهٔ مثبت (ناوارون‌گر) از ولتاژ پایهٔ منفی (وارون‌گر) بیشتر باشد، ولتاژ خروجی آپ‌امپ، برابر با تغذیه مثبت می‌شود (ولتاژ تغذیهٔ مثبت در خروجی ظاهر می‌شود). اگر ولتاژ پایهٔ مثبت (ناوارون‌گر) از ولتاژ پایهٔ منفی (وارون‌گر) کمتر باشد، ولتاژ خروجی آپ‌امپ، برابر با تغذیهٔ منفی می‌شود (تغذیهٔ منفی در خروجی ظاهر می‌شود).
{\displaystyle V_{\text{out}}=\left\{{\begin{matrix}V_{\text{S+}}&&if&&V_{+}>V_{-}\\V_{\text{S-}}&&if&&V_{+}<V_{-}\end{matrix}}\right.}

## کاربردهای تقویت‌کننده

### تقویت‌کننده ناوارون‌گر

تقویت‌کننده ناوارون‌گر

{\displaystyle V_{\text{out}}=V_{\text{in}}(1+{\frac {R_{2}}{R_{1}}})}.

### تقویت‌کننده وارون‌گر

تقویت‌کننده وارون‌گر

{\displaystyle V_{\text{out}}\approx -V_{\text{in}}{\frac {R_{\text{f}}}{R_{\text{in}}}}}.

## ساخت بافِر با آپ‌امپ

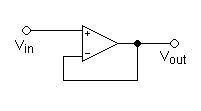
بافر

در این کاربرد، بهرهٔ ولتاژ، یک است. مقاومت ورودی این مدار با توجه به بسیار کم بودن جریان ورودی، بسیار زیاد است. این مدار، همهٔ شرایط یک بافر را داراست (بهرهٔ ولتاژ یک، مقاومت ورودی بسیار زیاد و مقاومت خروجی صفر) و مانند یک بافر تقریباً ایده‌آل است. این مدار را «ولتاژ-پیرو» نیز می‌نامند؛ زیرا ولتاژ خروجی آن همواره ولتاژ ورودی را دنبال می‌کند.

## ساخت جمع‌کننده با آپ‌امپ

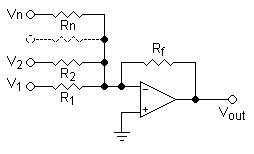
جمع‌کننده با بهرهٔ منفی

هر یک از تقویت‌کننده‌های با بهرهٔ منفی یا مثبت را می‌توان با افزودن چند مقاومت در ورودی، به جمع‌کننده تبدیل کرد. با تعویض سرهای + و – بهره مثبت می‌شود.
{\displaystyle V_{out}=-\left({R_{f} \over R_{1}}V_{1}+{R_{f} \over R_{2}}V_{2}+...+{R_{f} \over R_{n}}V_{n}\right)}

## تقویت‌کننده تفاضلی

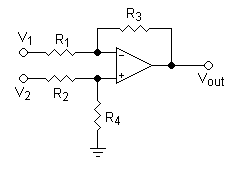
تقویت‌کننده تفاضلی

در تقویت‌کننده تفاضلی، اختلاف ولتاژ دو ترمینال ورودی با بهرهٔ معینی در خروجی آن  ظاهر می‌شود.
در تقویت‌کننده‌های تفاضلی، معمولاً متوسط ترمینال‌های ورودی نیز تقویت شده و به صورت یک مؤلفهٔ ناخواسته در خروجی ظاهر می‌شود. تقویت‌کننده تفاضلی ایده‌آل، چنین مؤلفه‌ای در خروجی ندارد.
{\displaystyle V_{out}=V_{2}\left({\left(R_{3}+R_{1}\right)R_{4} \over \left(R_{4}+R_{2}\right)R_{1}}\right)-V_{1}\left({R_{3} \over R_{1}}\right)}

## انتگرال‌گیر(فیلتر پایین‌گذر)

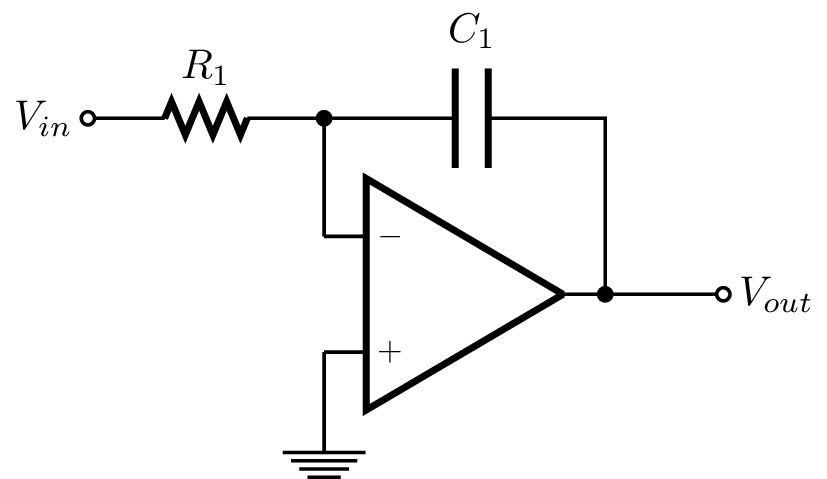
انتگرال‌گیر

این مدار، موج مربعی را به دندانه‌اره‌ای تبدیل می‌کند و در نوسان‌نما کاربرد دارد. البته در عمل باید یک خازن را با مقاومت بزرگ موازی کرد تا بازخورد DC برقرار باشد.
{\displaystyle V_{out}=1/c\int _{0}^{t}-{V_{in} \over R_{1}}\,dt+V_{initial}}

## مشتق‌گیر (فیلتر بالاگذر)

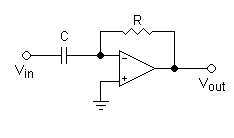
مشتق‌گیر

{\displaystyle V_{out}=-RC\,{dV_{in} \over dt}}

## کاربردهای غیرخطی؛لگاریتمو پادلگاریتم (نمایی)

### تقویت‌کنندهلگاریتمی
{\displaystyle v_{\text{out}}=-V_{\text{T}}\ln \left({\frac {v_{\text{in}}}{I_{\text{S}}\,R}}\right)}
{\displaystyle I_{s}} جریان اشباع معکوس

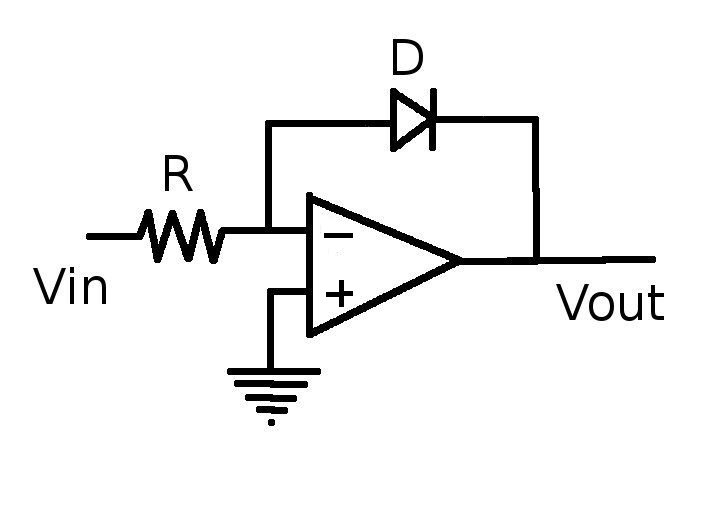
لگاریتمی

{\displaystyle V_{T}} در دمای اتاق (۲۵ درجهٔ سلسیوس) برابر ۲۶ میلی‌ولت است.

### تقویت‌کننده پادلگاریتمی (نمایی)
{\displaystyle v_{\text{out}}=-RI_{\text{S}}e^{\frac {v_{\text{in}}}{V_{\text{T}}}}}
{\displaystyle I_{s}} جریان اشباع معکوس

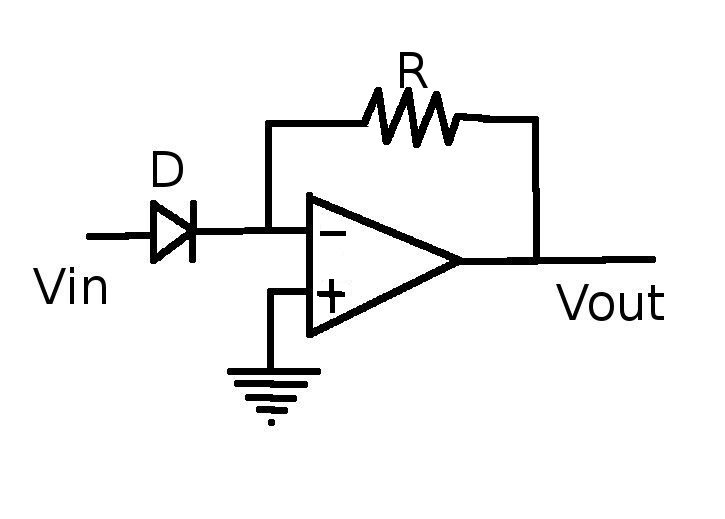
پاد-لگاریتمی (نمایی)

{\displaystyle V_{T}} در دمای اتاق (۲۵ درجهٔ سلسیوس) برابر ۲۶ میلی‌ولت است.

## کاربرد آپ‌امپ در طراحی فیلترهای فعال
از آپ‌امپ می‌توان در ساخت فیلترهای فعال استفاده کرد.

فیلتر بالاگذر از نوع Sallen key

نمونه‌ای از آن را در زیر می‌بینید.

## آپ‌امپ بابازخوردمثبت
اگر خروجی به‌گونه‌ای به ورودی ناوارون‌گر وصل باشد، مدار، کاربرد تقویت‌کننده‌ای ندارد.
با این روش می‌توان مدارهایی مانند مونوستابل (monostable)، آستابل (به انگلیسی: astable)، بی‌استابل (به انگلیسی: bistable)، و اشمیت‌تریگر ساخت.

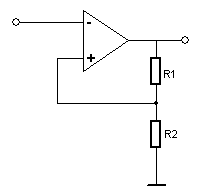
بازخورد مثبت

## اشمیت‌تریگربا آپ‌امپ

منحنی عملکرد اشمیت‌تریگر

اشمیت‌تریگر با آپ‌امپ

از آپ‌امپ در ساخت اشمیت‌ تریگر نیز استفاده می‌شود (شکل‌های زیر).

## تنظیم‌کننده ولتاژبا تقویت‌کننده عملیاتی

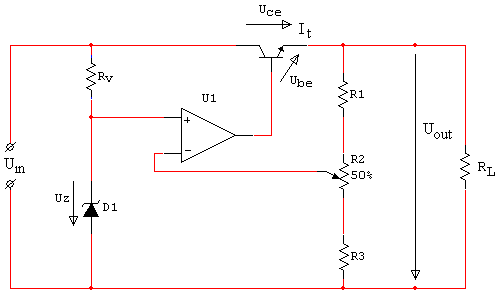
تنظیم‌کننده ولتاژ با تقویت‌کنندهٔ عملیاتی

گرچه استفاده از تنظیم‌کننده‌های ولتاژ ساده در بسیاری از دستگاه‌های الکترونیکی ارزان رایج است، در منابع تغذیهٔ تجاری و صنعتی که تنظیم ولتاژ بهتر و دقیق‌تر، و ولتاژ خروجی تغییرپذیر لازم است، مدارهای پیچیده‌تر با استفاده از آپ‌امپ به‌کار می‌رود.

## ژیراتور

ژیراتور و مدار معادل تقریبی

فیلترهای نافعال، به دلیل استفاده از القاگر، سنگین، بزرگ، گران و دارای تلفات هستند. برای همین، استفاده از فیلترهای فعال که القاگر ندارند، بهتر است. یکی از انواع فیلترهای فعال، فیلتری است که ژیراتور دارد؛ ابتدا فیلتر نافعال،طراحی و پیاده شده، سپس ژیراتور، که ترکیبی از مقاومت و خازن و تقویت‌کنندهٔ عملیاتی است، جای‌گزین القاگر می‌شود.

## تبدیل‌گرامپدانسمنفی

تبدیل‌گر امپدانس منفی

تبدیل‌گر امپدانس منفی، مداری است که با مقاومت‌ معمولی، مقاومت منفی درست می‌کند. در مدار روبرو، نسبت {\displaystyle V_{i}} به {\displaystyle I_{i}} یک عدد منفی است. به عبارت دیگر، از دید ورودی مثبت، مدار، مقاوت منفی دارد.
در این مدار، با بازخورد منفی و برابری ولتاژ پایه‌های ورودی و تقسیم ولتاژ:
{\displaystyle V_{\text{opamp}}=V_{s}\left(1+{\frac {R_{2}}{R_{1}}}\right)\,}
با نوشتن رابطهٔ جریان، و جای‌گزینی رابطهٔ نخست:
{\displaystyle -I_{s}={\frac {V_{\text{opamp}}-V_{s}}{R_{3}}}=V_{s}{\frac {\frac {R_{2}}{R_{1}}}{R_{3}}}.}
مقاومت ورودی، نسبت ولتاژ منبع سیگنال به جریان ورودی است.
{\displaystyle R_{\text{in}}\triangleq {\frac {V_{s}}{I_{s}}}=-R_{3}{\frac {R_{1}}{R_{2}}}.}
بنابراین مقاومت ورودی، منفی می‌شود.
برای امپدانس منفی، می‌توان به جای مقاومت از القاگر یا خازن استفاده کرد.
از تبدیل‌گر مقاومت منفی، در طراحی منبع جریان ایده‌آل با تقویت‌کنندهٔ عملیاتی استفاده می‌شود.

## یک‌سوسازدقیق

یکسوساز دقیق

با استفاده از تقویت‌کنندهٔ عملیاتی و دیود، می‌توان یکسوساز تقریباً ایده‌آل ساخت. در مدار یک‌سوساز دقیق، به‌جای‌آن‌که ورودی مستقیم به دیود وصل شود، از راه آپ‌امپ به آن وصل می‌شود. یعنی ورودی به سر مثبت آپ‌امپ و خروجی نیز بعد از اتصال به دیود با فیدبک منفی به سر منفی آپ‌امپ وصل می‌شود؛ اگر ولتاژ ورودی منفی باشد، دیود خاموش است و بازخورد منفی برقرار نمی‌شود، پس خروجی صفر است. اگر ورودی مثبت باشد، دیود روشن می‌شود و بازخورد منفی برقرار، و خروجی، برابر ورودی می‌شود. در نتیجه اگر دیود روشن باشد خروجی تنها به مقدار ناچیزی از ورودی کمتر خواهد بود (به اندازه ولتاژ دیود تقسیم بر بهره حلقه باز آپ‌امپ). زیرا ولتاژ دو سر ورودی آپ‌امپ تقریباً برابر است.
این یک‌سوساز، نیم‌موج است.

### یکسوسازدقیق بهبودیافته

یک‌سوساز دقیق بهبودیافته

در این مدار، چون خروجی تقویت‌کنندهٔ عملیاتی به اشباع مثبت و منفی نمی‌رود، نرخ چرخش، چندان اثرگذار نیست و از مدار پیشین، کیفیت بهتری دارد. (گرچه این مدار در بسامدهای بالا، نرخ چرخش خوبی ندارد، از مدار پیشین بهتر است.)

## رایانهٔآنالوگ
رایانهٔ آنالوگ، یک ابزار دقیق است که رفتار یک سامانهٔ فیزیکی را، که مجموعه‌ای از معادله‌های دیفرانسیل و انتگرال است، شبیه‌سازی کند. برنامه‌نویسی چنین رایانه‌ای، به‌کارگیری چند تقویت‌کنندهٔ عملیاتی برای عملیات ریاضی در معادله‌های توصیف‌کننده سامانه است.
یک رایانهٔ آنالوگ واقعی، علاوه بر تقویت‌کنندهٔ عملیاتی شامل مقاومت‌ها و خازن‌های دقیق، مولد شکل‌موج‌های گوناگون برای تأمین ورودی‌های گوناگون، وسیله‌هایی برای اعمال شرایط اولیه، پتانسیومتر دقیق برای واردکردن ثابت‌های تغییرپذیر، کلیدهایی برای کنترل عملیات، نوسان‌نما برای نمایش خروجی و یک بُرد مدار، برای به‌هم بستن قطعه‌های گوناگون برنامه است.
در مدارهای رایانهٔ آنالوگ معمولاً از مشتق‌گیر استفاده نمی‌شود، زیرا نویز، دارای تغییرات زمانی زیاد (مشتق بزرگ) است درحالی‌که انتگرال آن در یک بازه، به صفر نزدیک است؛ بنابراین طراحی بر مبنای انتگرال‌گیر انجام می‌شود. به کمک رایانهٔ آنالوگ می‌توان یک سامانهٔ فیزیکی را دقیقاً شبیه‌سازی کرد.

## چند تقویت‌کنندهٔ عملیاتی پُرکاربرد
LM324: محبوب‌ترین آی‌سی برای مدارهای ربات مسیریاب است. این آی‌سی، چهار آپ‌امپ (DUAL AP-AMP) دارد. این آپ‌امپ‌ها برای مقایسهٔ ولتاژ خروجی حس‌گرها به‌کار می‌روند.
LN2803: میانگیر NOT دارد. پایهٔ ۹ آن تغذیهٔ منفی و پایهٔ ۱۸ آن تغذیهٔ مثبت است. جریان خروجی آن در حدود ۵۰۰ میلی‌آمپر است. این آی‌سی بیشتر برای درایو کردن موتور پله‌ای در ربات‌های مسیریاب استفاده می‌شود.
TL022CP: یک آپ‌اَمپ شامل تقویت‌کنندهٔ کم‌مصرف با امپدانس ورودی بالا و جریان تغذیهٔ کم است.
LM358N:  یک آپ‌اَمپ شامل دو تقویت‌کننده با مصرف پایین و بهرهٔ بالا است.

## مأخذها
- مشارکت‌کنندگان ویکی‌پدیا. «Operational amplifier». در دانشنامهٔ ویکی‌پدیای انگلیسی، بازبینی‌شده در ۳ می ۲۰۱۱.
- مشارکت‌کنندگان ویکی‌پدیا. «Slew rate». در دانشنامهٔ ویکی‌پدیای انگلیسی، بازبینی‌شده در ۳ می ۲۰۱۱.
- ویکی‌پدیا اسپانیایی
- ویکی‌پدیا لهستانی